# Чёрные Броды (Октябрьский район)
Чёрные Броды (бел. Чорныя Брады) — деревня в Протасовском сельсовете Октябрьского района Гомельской области Белоруссии.
На севере и западе граничит с лесом.

## География

### Расположение
В 34 км на северо-восток от Октябрьского, 6 км от железнодорожной станции Ратмировичи (на ветке Бобруйск — Рабкор от линии Осиповичи — Жлобин), 178 км от Гомеля.

## Гидрография
На юге мелиоративные каналы.

## Транспортная сеть
Транспортные связи по просёлочной, затем автомобильной дороге Паричи — Октябрьский. Планировка состоит из прямолинейной широтной улицы, к которой с севера присоединяются 2 прямолинейные короткие улицы. Застройка двусторонняя, неплотная, деревянная, усадебного типа.

## История
Обнаруженный археологами курганный могильник (15 насыпей в 0,5 км на юг от деревни, в урочище Курганье, в лесу) свидетельствовать о заселении этих мест с давних времён. По письменным источникам известна с XIX века, когда входила в состав казённого поместья Брожа. Обозначена на карте 1866 года, которой пользовалась Западная мелиоративная экспедиция, работавшая в этом районе в 1890-е годы. В 1908 году рядом с деревней была казённая усадьба. В 1925 году в Ковчицком сельсовете Паричского района Бобруйского округа. В 1930 году организован колхоз «Путь к социализму», работали лесопильный завод, кузница.
Во время Великой Отечественной войны в апреле 1942 года немецкие оккупанты сожгли 56 дворов, убили 28 жителей.
25 июня 1944 года танк Т-34-85 15-й гвардейской танковой бригады под командованием гвардии лейтенанта Д. Е. Комарова вырвался возле деревни вперёд, уничтожил около взвода фашистов и несколько огневых точек врага, а когда закончились боеприпасы, а танк был повреждении и загорелся, его эпипаж таранил немецкий бронепоезд, который вёл огонь по советским танкам и пехоте. Выжившему при таране командиру танка и погибшему механику-водителю М. А. Бухтуеву присвоено звание Герой Советского Союза. Это был первый и единственный в истории войн танковый таран бронепоезда. На станции Чёрные Броды в честь подвига бесстрашных танкистов воздвигнут обелиск.
25 жителей погибли на фронте.
Согласно переписи 1959 года в составе колхоза имени В. И. Ленина (центр — деревня Рассвет). Работали библиотека, магазин.

## Население

### Численность
- 2004 год — 25 хозяйств, 35 жителей.

### Динамика
- 1908 год — 2 двора, 7 жителей.
- 1925 год — 66 дворов.
- 1940 год — 80 дворов 330 жителей.
- 1959 год — 258 жителей (согласно переписи).
- 2004 год — 25 хозяйств, 35 жителей.

## Достопримечательность
- Курганный могильник (XX-XIII вв.), находится в 1,5 км — памятник археологии
- На станции Чёрные Броды в честь подвига танкистов установлен обелиск в виде танка Т-34